# Мнезикъл
Мнезикъл е един от най-известните древногръцки архитекти, един от създателите на гръцката архитектурна класика.
Предполага се, че е роден в Атина през 5 век пр.н.е. През 437 – 432 пр.н.е. проектира и построява Пропилеите – монументалния вход на Акропола в Атина. Предполага се също, че участва в изграждането на Партенона съвместно с Иктин и Калистрат, както и му се приписва построяването на Ерехтейона.